# Aluminium Nag Hammadi
Maillots
L'Al Aluminium Sporting Club (en arabe : نادي الألومنيوم الرياضي), plus couramment abrégé en Al Aluminium, est un club égyptien de football fondé en 1962 et basé dans la ville de Nag Hammadi.

## Palmarès
Néant

## Joueurs célèbres
- Omar Gamal
- Mohamed Abdelwahab